# Губковский замок
Губковский замок — руины крепости близ села Губков в Ровненском районе Ровненской области на правом берегу реки Случь.

## История
Находки экспедиции советского украинского археолога Ю. М. Никольченко в 1974 году показывают, что первый деревянный замок возник здесь еще в X—XIII вв., но его вместе с поселением уничтожило монголо-татарское нашествие. По версии краеведа Александра Цинкаловского, которую он изложил в издании «Старая Волынь и Волынское Полесье», каменная крепость появилась здесь в XV в. Первое упоминание о замке относится к 1504 году, когда поселения возле него и призамковую церковь полностью разрушили татары. С начала XVI в. местным замком владели магнаты Семашко.

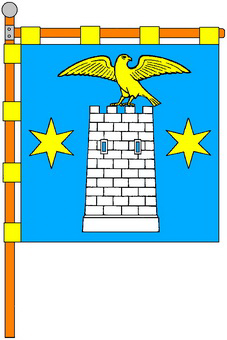
Флаг села Губков

В «Историко-статистическом описании церквей и приходов Волынской епархии» Н. И. Теодоровича есть сведения о Губковском замке и его владельцах. «Село Губков под названием городка Хубкова Луцкого уезда, как владение кастеляна Брацлавского, старосты Луцкого, Владимирского подкомория Александра Семашко» упоминается в актах от 7 марта 1596 года и в акте от 10 января 1596 года. Первым известным Семашко, который владел замком, был Богдан Михайлович, ковельский староста, умер в 1545 году. Его сын Александр Семашко был известным на Волыни феодалом. Он отличился своей отвагой в битве под городом Дубно и одним из первых на Волыни, при поддержке иезуита Гербста, перешёл в католическую веру. С тех пор среди населения Волыни о нём пошла дурная слава католика-фанатика, врага православной веры и своего народа. Его сын, как считает Александр Цинкаловский, умер в 1618 году и похоронен в иезуитском костёле в Луцке.

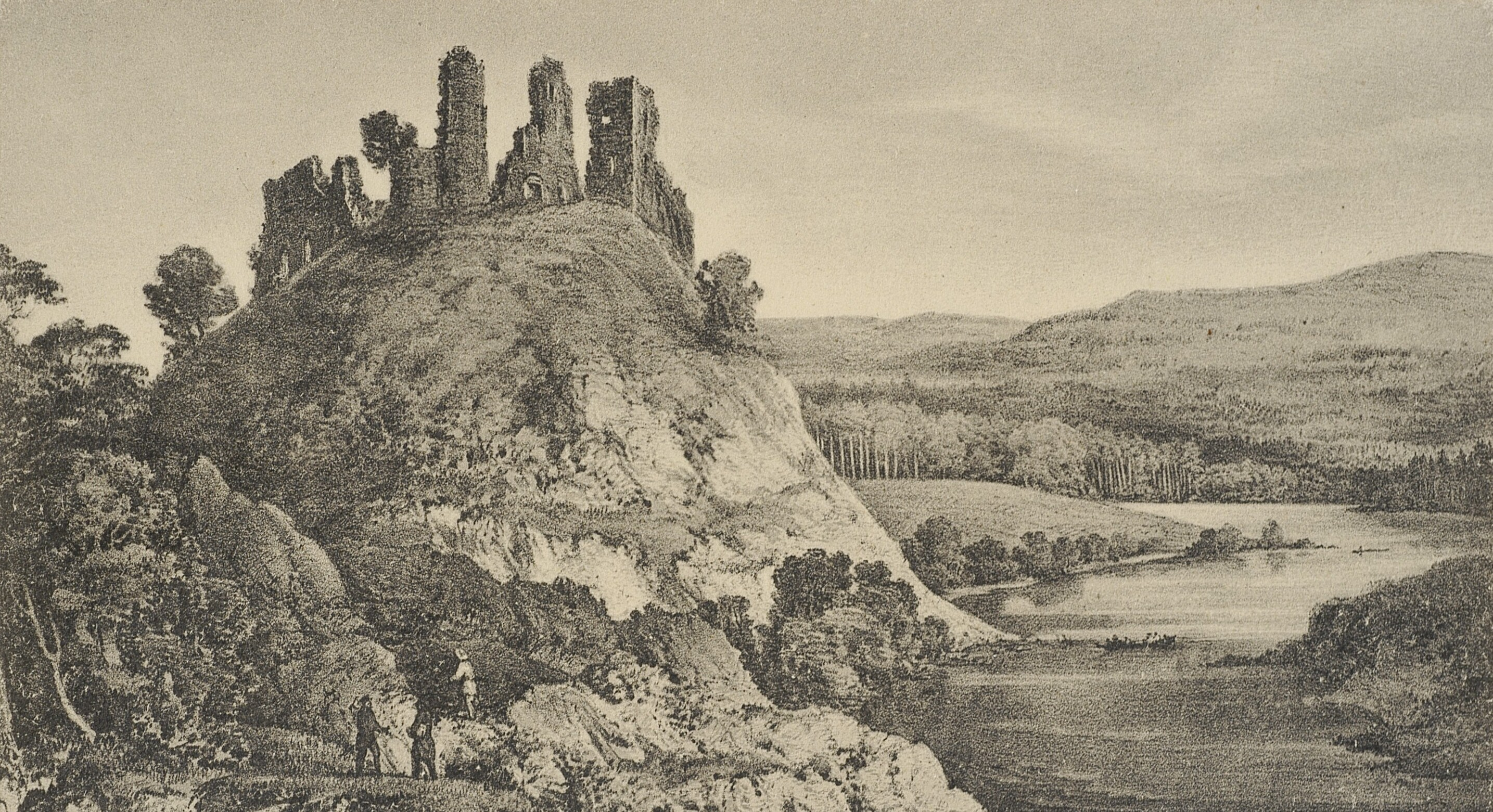
Губковский замок. Литография Наполеона Орды XIX в.

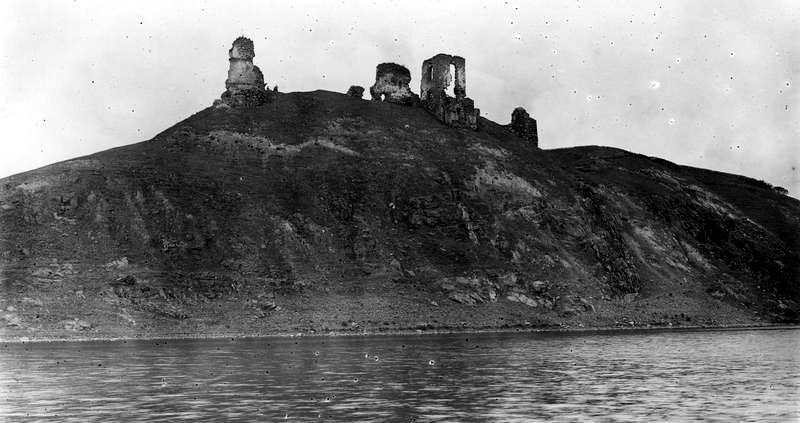
Губковский замок 1918—1937 гг.

Губков упоминается также в актах от 1596 года в показаниях возного о том, что замок был взят войском Григория Лободы во время восстания Наливайко.
В XVII в. замок перешел к семейству Даниловичей, а от них — к Цетнерам. Тогда уже в замке были свой бургомистр и лавники (члены городской управы).
В 1704 году, во время Северной войны, и Губков, и замок подверглись разрушениям, когда здесь проходили войска Петра I. А в 1708 году шведы окончательно разрушили Губковский замок, который потом уже не восстанавливался.

## Облик

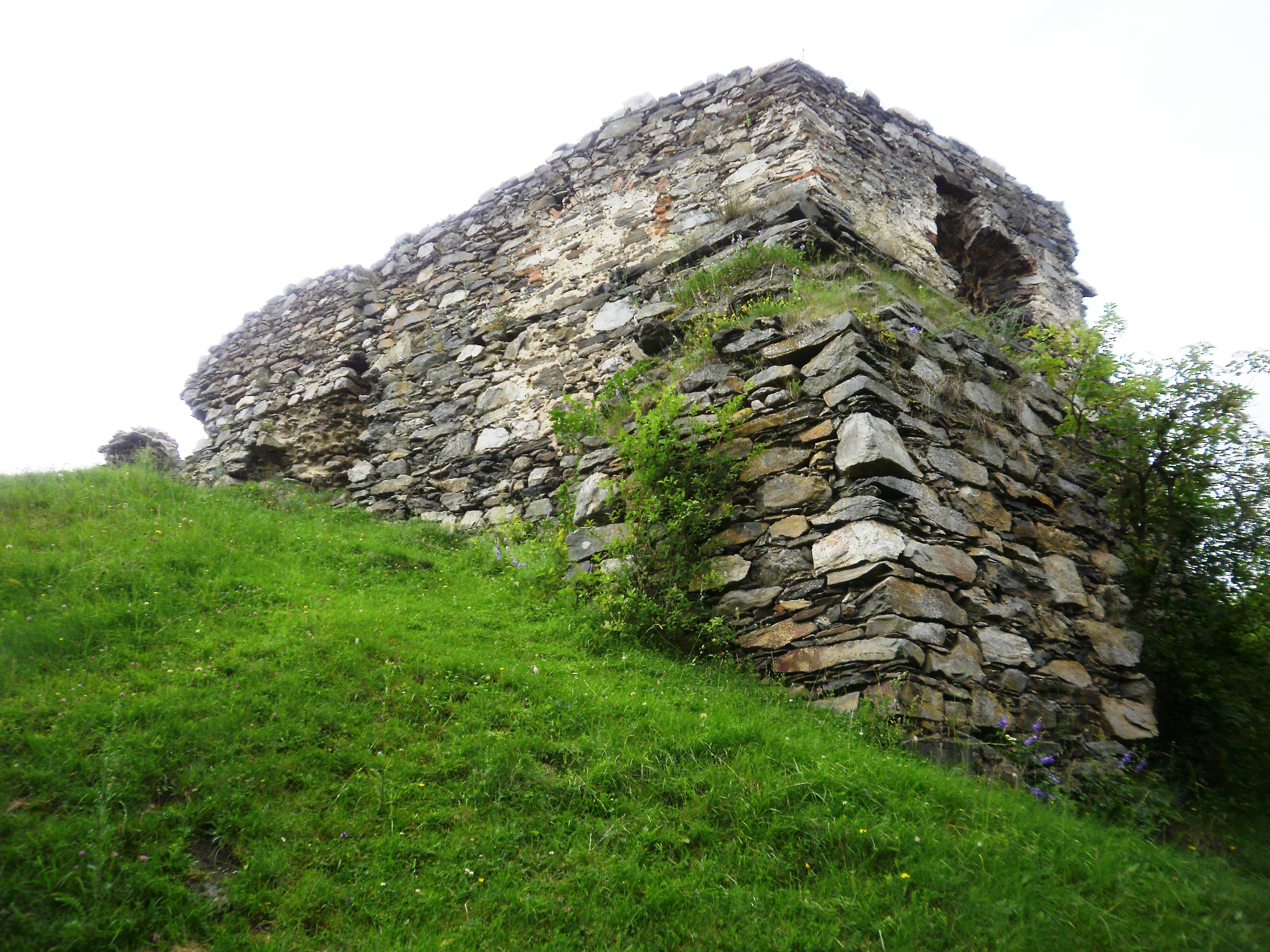
Руины замка

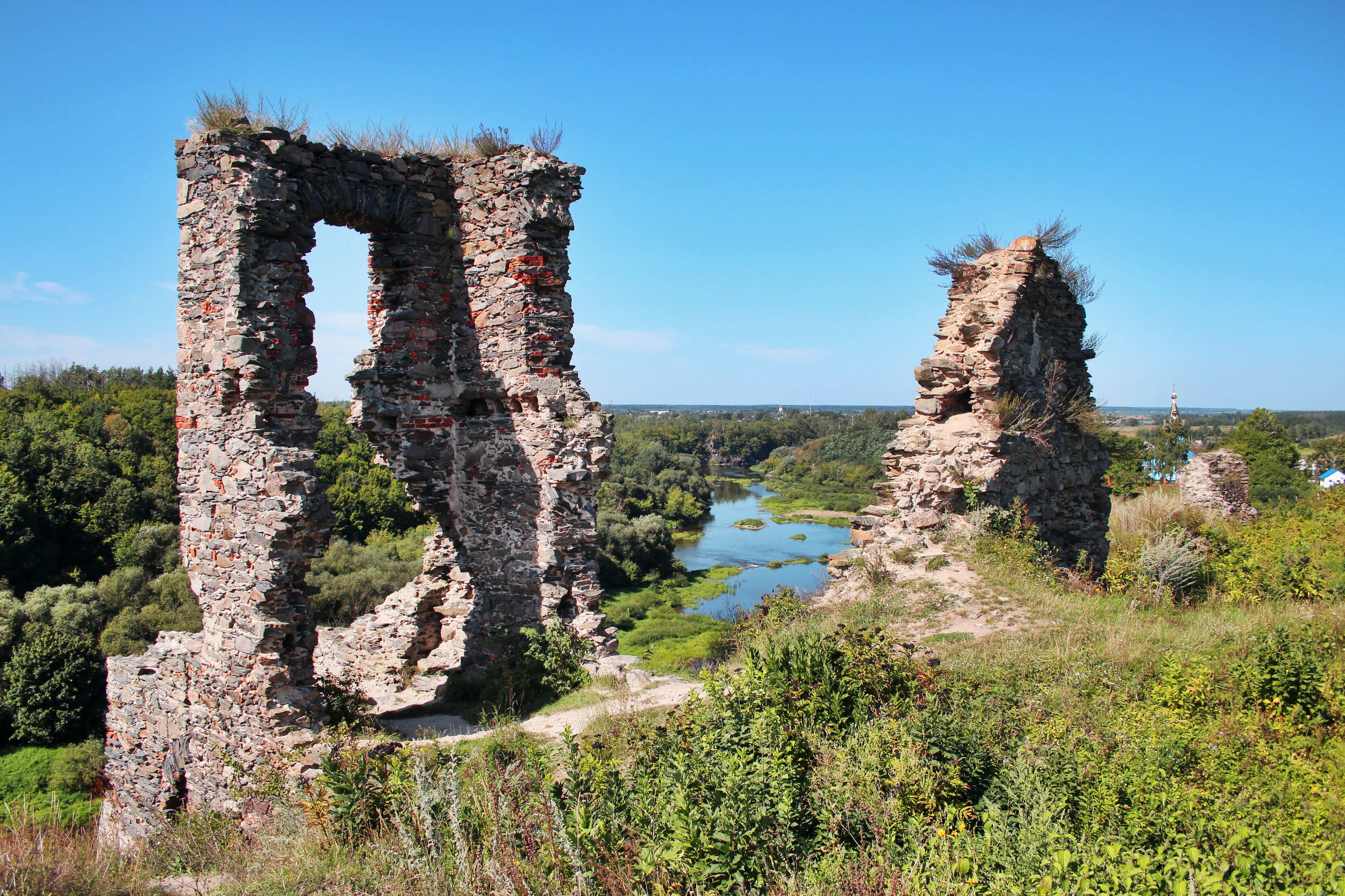
Руины замка

Замок в Губкове по композиции и пропорциям считался одним из самых совершенных в волынской школе оборонных комплексов. Это сооружение, трапециевидных в плане очертаний, имело четыре угловые башни с бойницами, въездные ворота и подъёмный мост. Во дворе находились жилые и хозяйственные постройки, там остался глубокий колодец, ствол шахты которого сложен из камня. Под замком были оборудованы погреба и тюрьма.
Остатки замка на 30-метровой Замковой горе, возвышающейся над рекой Случь, видны и сейчас. До наших дней дошла только часть стен и башен. Кроме того, там можно увидеть и засыпанный замковый колодец. Руины размещаются над крутым склоном и над рекой, отделены от других зданий.
К настоящему моменту Замковая гора входит в состав Надслучанского регионального ландшафтного парка.

## Легенды

### О подземном ходе
Сохранилась легенда о подземном ходе, соединяющем замок с Марининским (расположенным в селе Маринин) православным мужским монастырём. Этим тайным путём, по рассказам, пользовались при необходимости и Семашко, и следующие владельцы Губкова — магнаты Даниловичи. Начинался тот ход, как говорят, из глубокого колодца на замковом дворе и проходил под руслом реки Случь. Однако относительная высота Замковой горы над уровнем реки — более 32 метров, абсолютная — около 200 метров, а расстояние до монастыря — более 10 километров в гранитной породе…

### Об урочище Татарский Груд
Легенда о разрушении города в 1504 году. Разбитое татарское войско возвращалось в Крым. Один из отрядов заблудился среди непроходимых болот и лесов и не мог выбраться. А поблизости жил охотник, и у него была жена-колдунья. Она показала татарам дорогу на восток, в город. Но предательство даром не проходит. Через некоторое время пошла та чародейка по ягоды на болото, провалилась в трясину и утонула. Болото с тех пор называется Бабье Гало, а место, где стоял лагерь заблудившихся татар, именуют Татарским Грудом. С тех пор погибшая женщина с горящими глазами время от времени являлась испуганным крестьянам и просила простить ей предательство, потому что нет ей покоя после смерти.
Краевед Александр Цинкаловский передает эту легенду так:

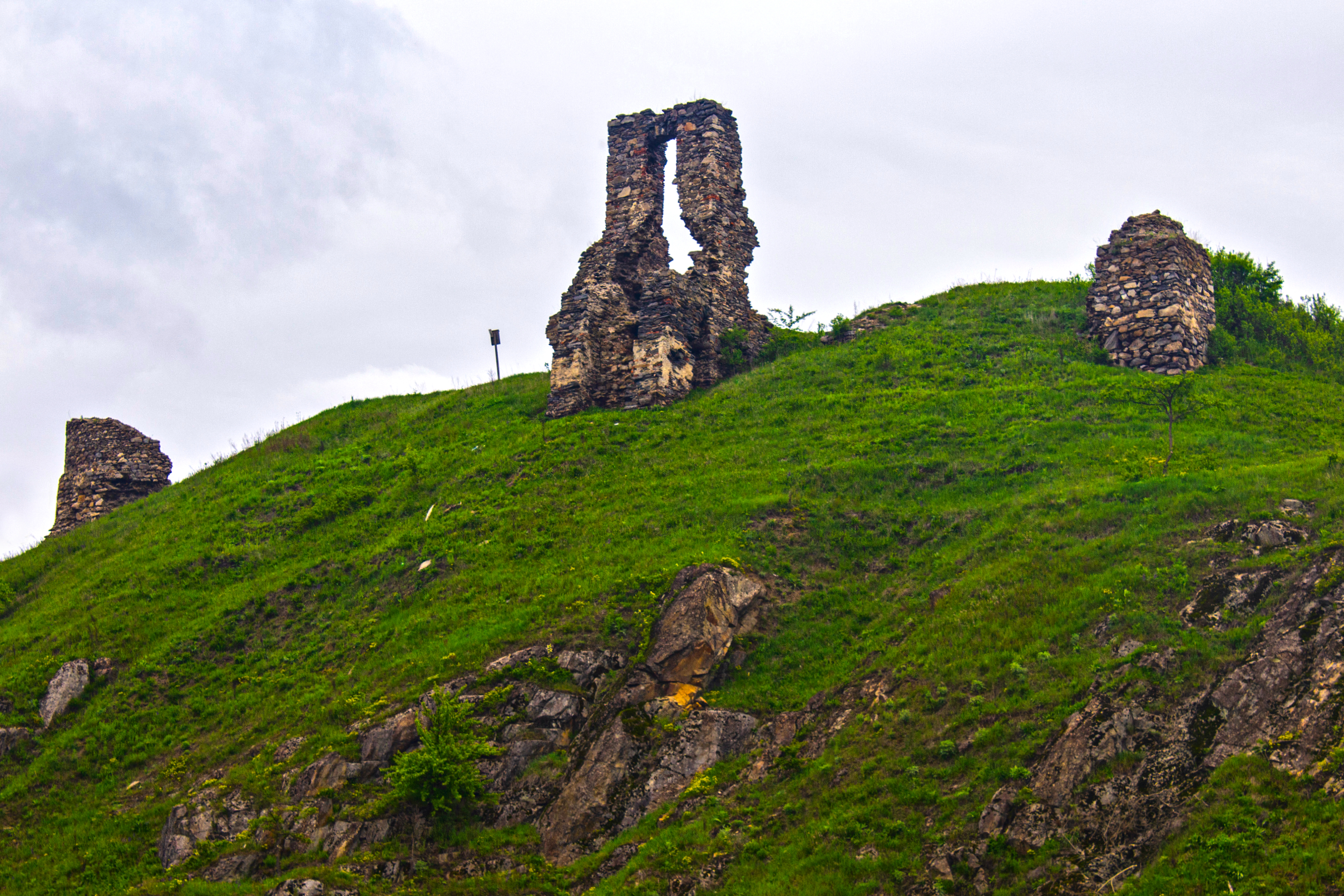
Руины замка

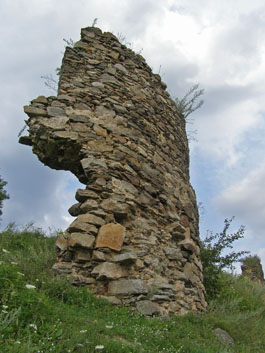
Руины замка

Разбитые под городком Клецком на Полесье, Крыловом и Новогрудком, рассеянные отряды татар возвращались полесским бездорожьем в Крым. В урочище «Татарский Груд» (островок среди непроходимых болот под Губковом) татары разбили лагерь, где подкреплялись кониной. Тогда жена Сергея, жившая на опушке леса и известная как чародейка, показала им дорогу к Губкову, говоря: "В Великую (Страстную) пятницу услышите, как звонят в церкви, идите в том направлении и следуйте на восток, там найдете город, замок и церковь. Татары нашли городок и разрушили его, но не смогли взять церкви, что стояла на высокой горе". 

### О княжеской дочери
Княжеская дочь-красавица полюбила простого парня, жившего на противоположном берегу реки. Князь запретил влюблённым встречаться и посадил дочь в самую высокую замковую башню. Однако ночью девушка и парень оборачивались соколами и, обретая крылья, летали на свидание. Узнав об этом, старый князь проклял молодожёнов — и они, навеки оставшись птицами, поселились в горах, которые с тех пор стали называться Соколиными.

### Сокровища князей Семашко
Легенда о мифическом золоте, спрятанном в подземелье замка. Князь Семашко (таких князей не существовало, возможно, имеются в виду Сангушко) приказал выкопать под замком глубокие подземелья и ходы, где хранил несметные сокровища и пытал непокорных, придумывая для них адские муки. Когда-то люди, крестясь, обходили мрачные руины десятой дорогой, поскольку верили, что древний правитель обладал магической силой. Эти гипотетические сокровища «князей Семашко» не давали покоя местным кладоискателям, которые пытались найти золото. Лет сто назад начали люди искать княжеское золото, избили стены кирками и ломами. Нашли или нет сокровища — неизвестно.
Краевед Александр Цинкаловский добавляет к этому преданию легенду о том, как некогда парень, упав в глубокий погреб, нашёл там много денег, а некий скупой крестьянин, услышав об этом, бросил туда же своего сына, но тот бесследно пропал под за́мком навсегда.

### Про булаву Богдана Хмельницкого
Есть легенда, согласно которой где-то в окрестностях Губковского замка, возможно, в Соколиных горах была спрятана булава гетмана Богдана Хмельницкого. И якобы охраняют этот клейнод ду́ши погибших казаков, ожидая того, кто был бы достоин поднять над Украиной символ гетманской власти.

### Про Дзвонецкую гору
На Дзвонецкой горе есть давняя еврейская могила. Стоит там большой каменный крест, который накренился от времени. Рассказывают, что если в солнечную погоду приложить ухо к земле, то можно услышать отголоски звона колоколов. Поэтому и назвали гору Дзвонецкой.
Другая легенда связывает название с трагическими событиями 1504 года, когда татары вырезали всех местных жителей, но не смогли захватить монастырь, поскольку все нападающие полегли на Дзвонецкой горе. Как утверждают, приложив ясным солнечным днём ухо к земле в этих местах, можно услышать звон мечей и стоны гибнущих воинов, так как тут татары похоронили множество своих погибших, закопав живьём вместе с ними и раненых.

### О цветах
В 1795 году ирландский ландшафтный архитектор и ботаник Дионисий Миклер, или Макклер (Dionisius McClair), который много лет работал в Полесье, первым нашёл здесь «орхидейную» азалию понтийскую (рододендрон жёлтый). Неизвестно, как это редкое растение там оказалась, поскольку ближайшим местом, где оно произрастает, являются Кавказские горы.
На Дзвонецкой горе встречается много и других редких трав и цветов, включённых в Европейский красный список. Шалфей луговой, лук горный и т. д. — всего 19 видов редких растений, занесённых в Красную книгу. Среди них обнаружили даже несколько видов, которые считались исчезнувшими. Так и не удалось выяснить, как они попали в этот район. Ещё больше поражает, что в лесах в окрестностях Губковского замка, в частности у Соколиных гор, нашли 10 видов орхидей, произрастающих преимущественно в тропиках.
Поэтому появилась легенда, согласно которой необычные растения были занесены на Полесье на копытах коней монголо-татарского войска. А по другим преданиям, некая ханская дочь, тоскуя по родным степям, посеяла любимые цветы в лугах и лесах здешнего края.
Кроме того, слагали легенды и про эфирное масло азалии понтийской, приписывая ему чудотворную силу. Даже французская фирма «Коти» в XIX веке заготовляла в Полесье экстракт из цветов азалии, который назывался «Абсолю», для производства духов высокого качества. Эти духи получили популярность среди изысканных модниц Европы.